# Bleurville
Bleurville ist eine französische Gemeinde mit 285 Einwohnern (Stand: 1. Januar 2022) im Département Vosges in der Region Grand Est. Sie gehört zum Arrondissement Neufchâteau und zum Kanton Darney. Die Bewohner werden Bleurvillois und Bleurvilloises genannt.

## Geografie

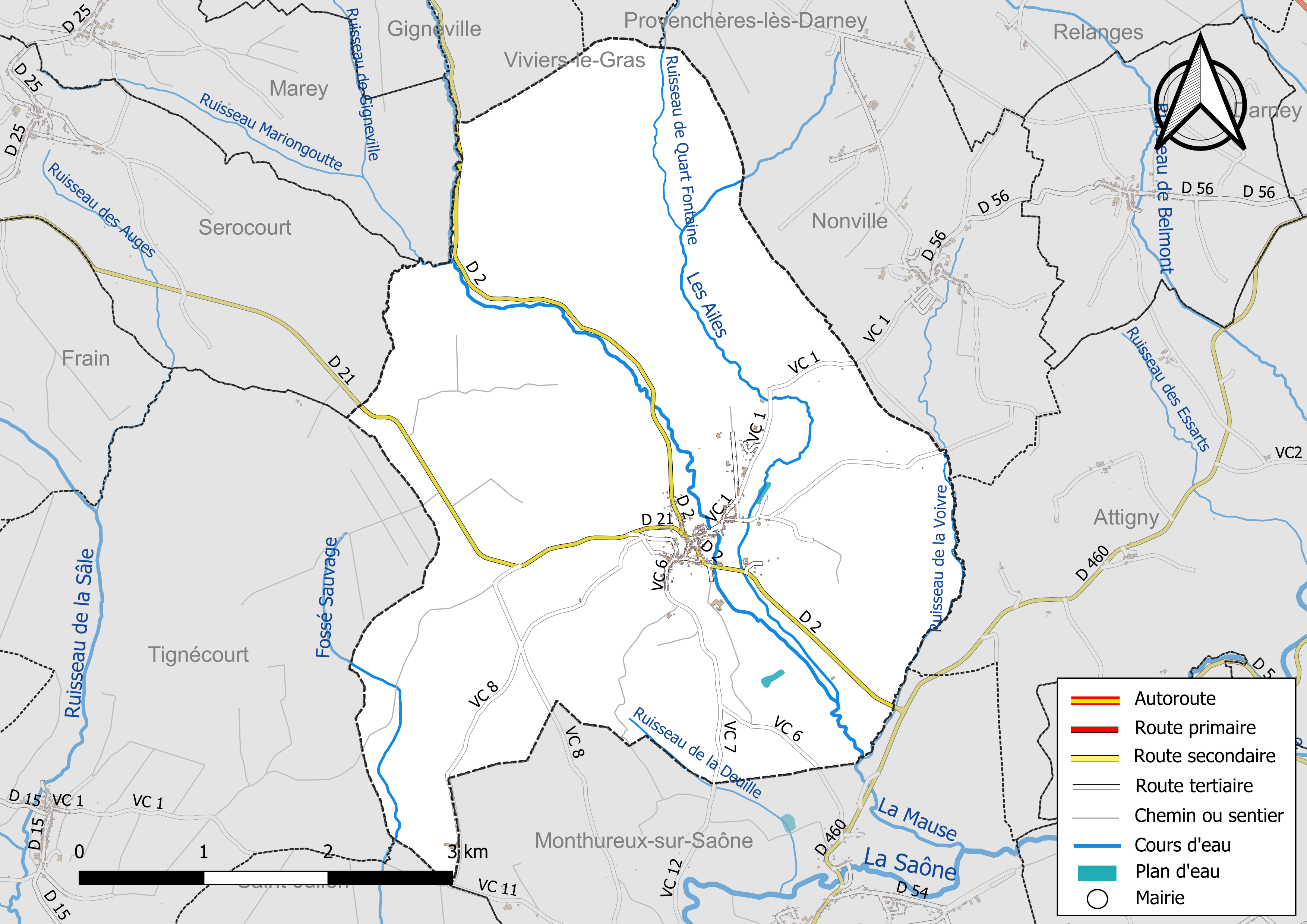
Gewässer und Straßen der Gemeinde

Bleurville liegt in der Région naturelle Vôge etwa 16 Kilometer südlich von Vittel und etwa 40 Kilometer westsüdwestlich von Épinalin den Monts Faucilles, nahe dem Quellgebiet der Saône. Die Gemeinde liegt im Einzugsgebiet der Rhône und wird vom Flüsschen Mause, dem Fossé Sauvage, Les Ailes, dem Ruisseau de la Deuille, dem Ruisseau de la Voivre, dem Ruisseau de Quart Fontaine und dem Ruisseau Mariongoutte entwässert. Ihr Gebiet ist größtenteils von Buchen- und Eichenwäldern bedeckt.
Die Gemeinde wird umgeben von den Nachbargemeinden Viviers-le-Gras und Provenchères-lès-Darney im Norden, Nonville und Attigny im Osten, Monthureux-sur-Saône im Süden, Saint-Julien im Südwesten, Tignécourt im Westen sowie Serocourt und Marey im Nordwesten.

## Bevölkerungsentwicklung
| Jahr      | 1962 | 1968 | 1975 | 1982 | 1990 | 1999 | 2007 | 2019 |
| Einwohner | 508  | 473  | 453  | 445  | 396  | 359  | 361  | 298  |

## Sehenswürdigkeiten
- Die Pfarrkirche Saint-Pierre-aux-Liens aus dem 15. Jahrhundert birgt zahlreiche Ausstattungsgegenstände, die in der Base Palissy gelistet sind, darunter eine große Anzahl, die als Monument historique der beweglichen Objekte eingeschrieben sind.
- Die ehemalige Prioratskirche Saint-Maur mit Ursprüngen aus dem 11. Jahrhundert ist einschließlich der Krypta und ihrer Außenreste, der Oberkirche und des angrenzenden Hauses mit den Resten des alten Seitenschiffs seit 1986 als Monument historique klassifiziert.

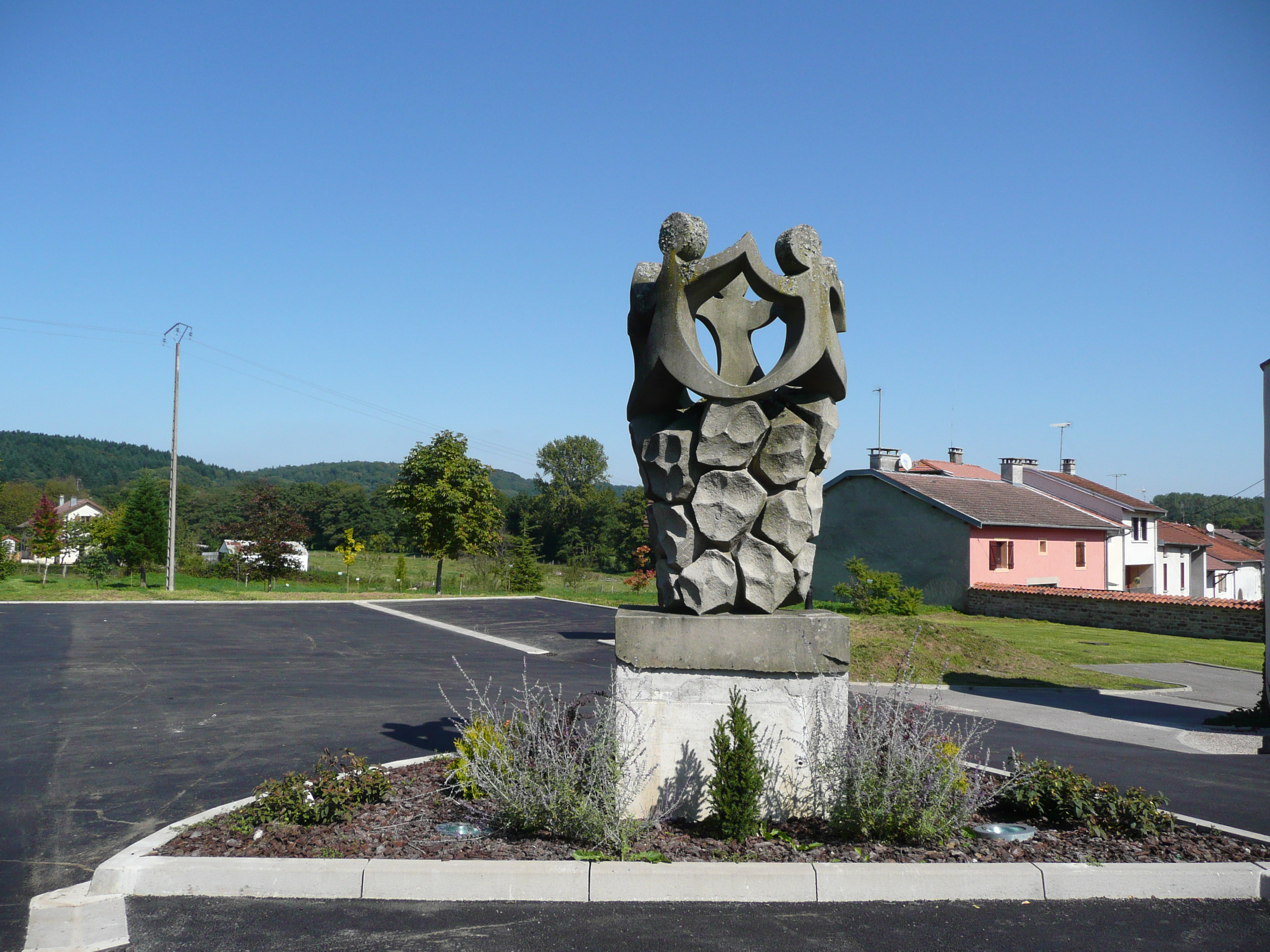
Hauptplatz in Bleurville
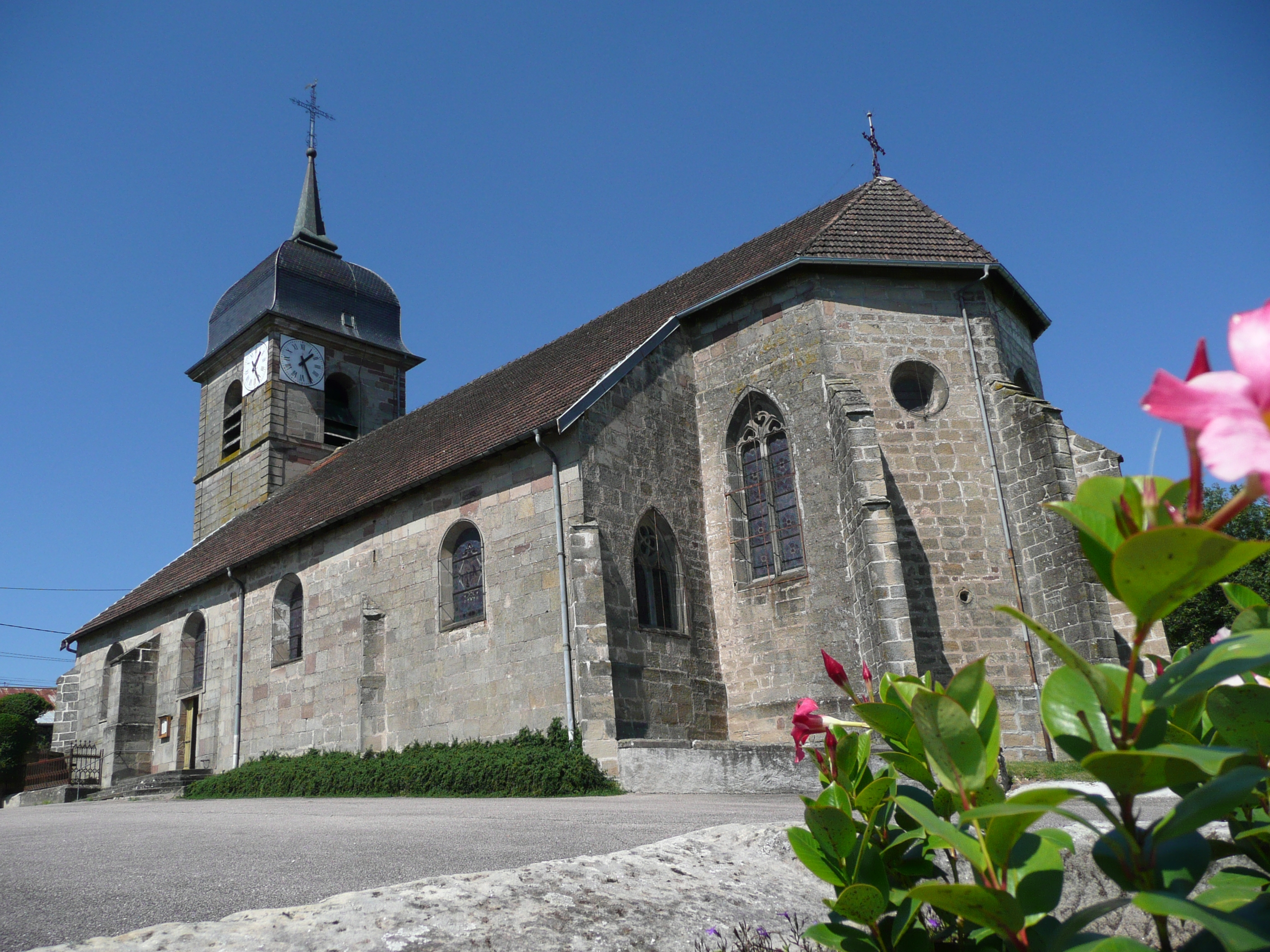
Pfarrkirche Saint-Pierre-aux-Liens
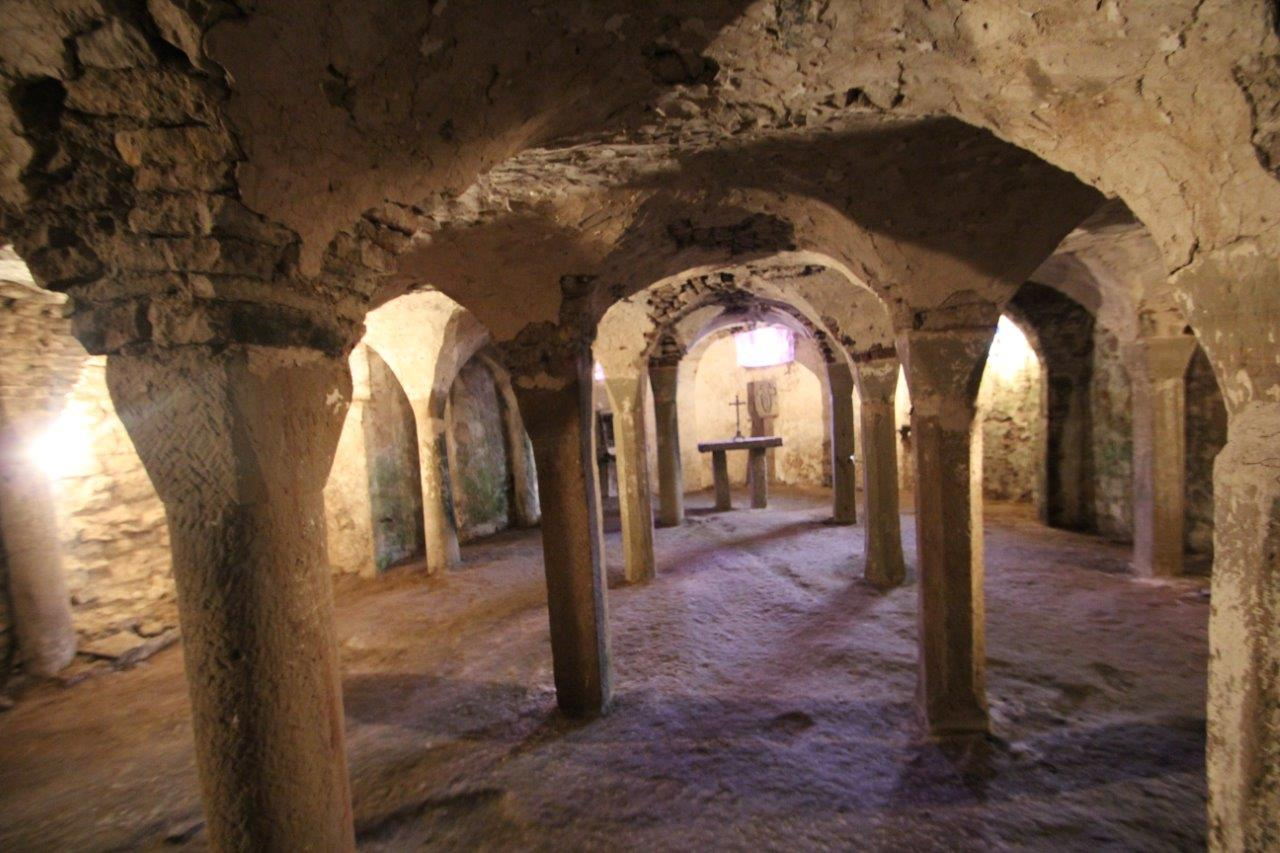
Krypta der Prioratskirche Saint-Maur
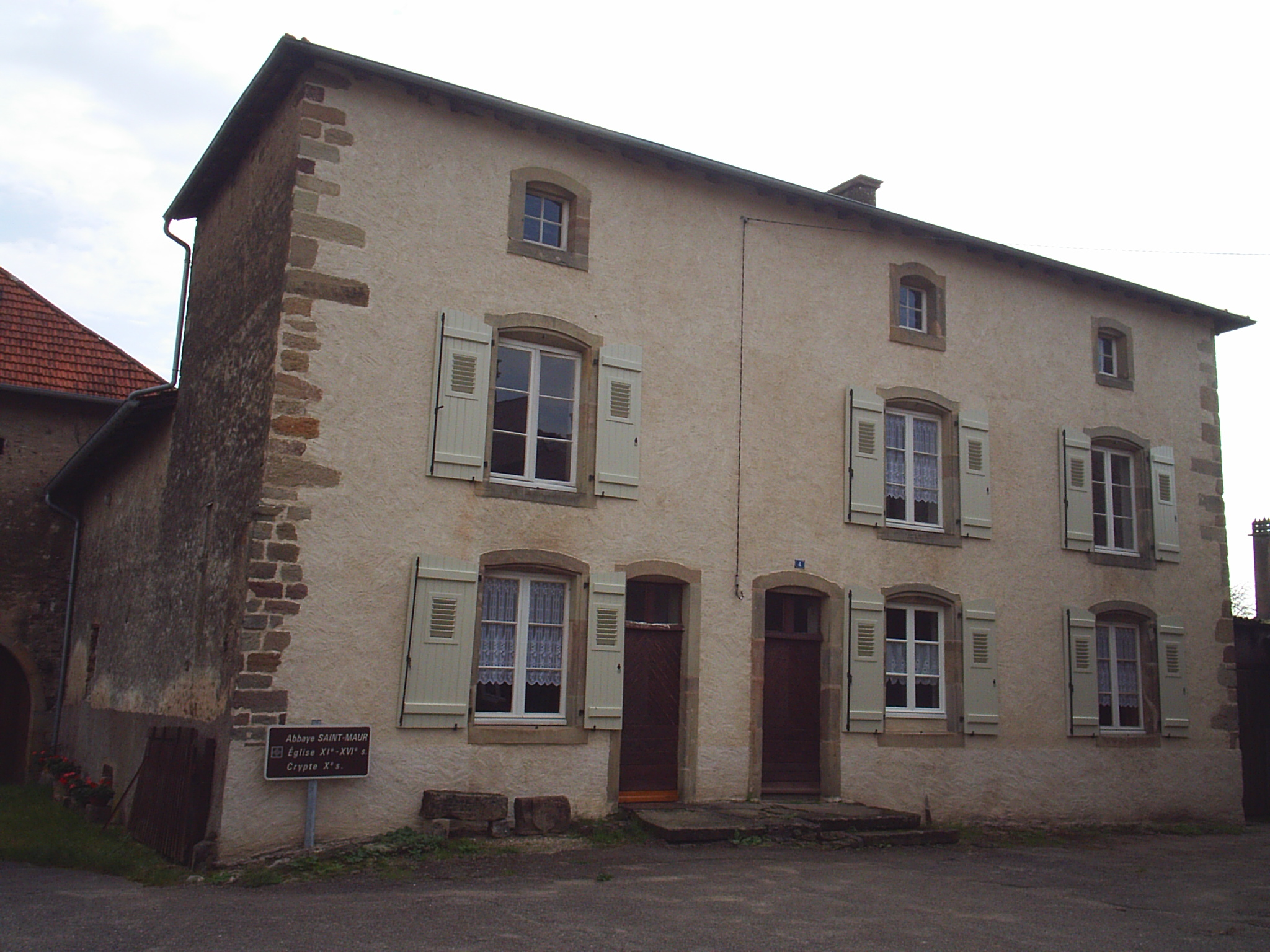
Ehemaliges Priorat